# Route nationale 491
Pour les articles homonymes, voir Route 491.

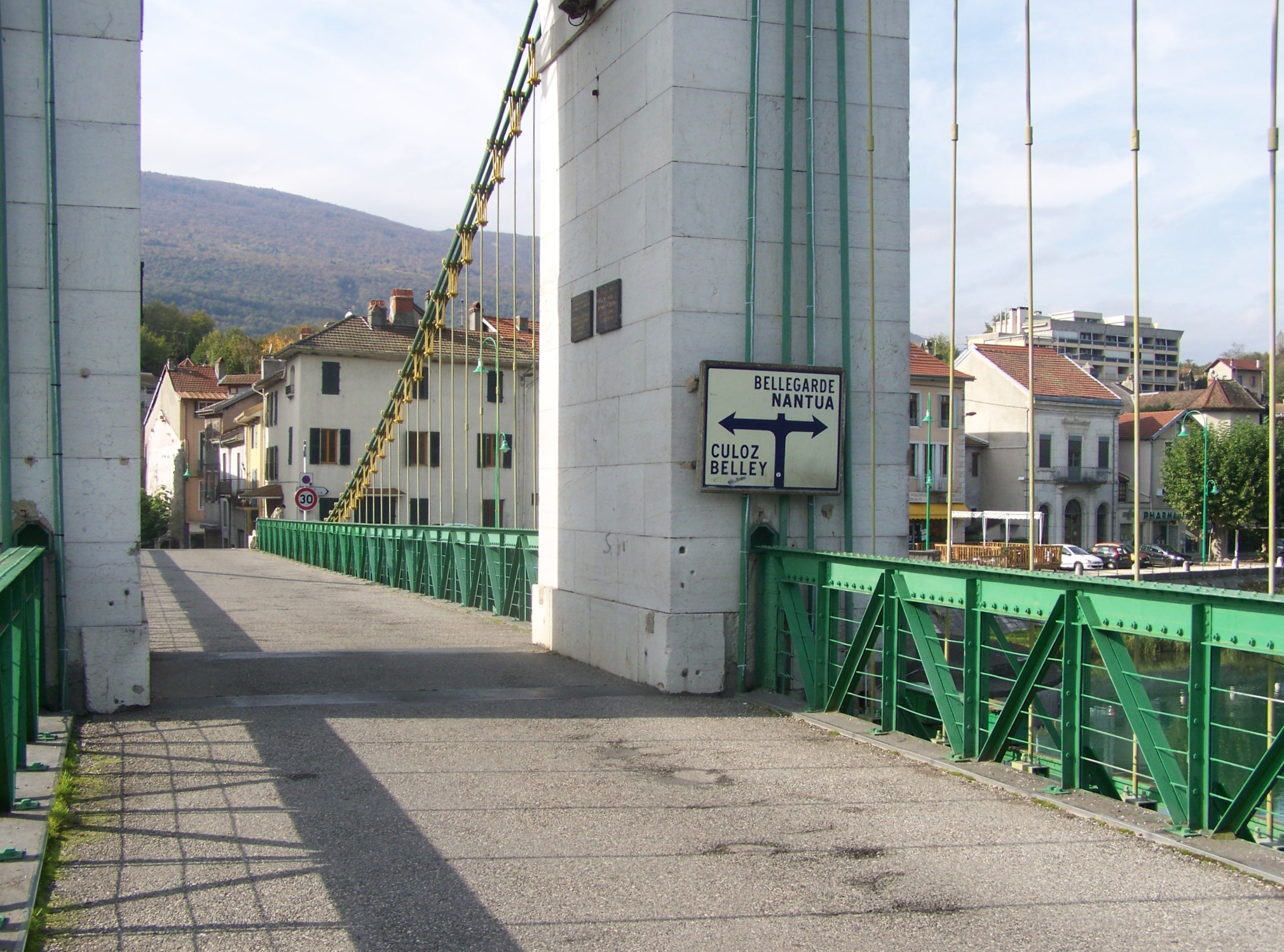
La RD 991 traversant le Rhône sur le Vieux pont de Seyssel et entrant dans l'Ain.

La route nationale 491, ou RN 491, est une ancienne route nationale française reliant Mijoux à Chambéry.

## Histoire
Cette route est créée en 1933 par classement de la route départementale 3 et du chemin de grande communication 5[précision nécessaire].
La réforme de 1972 déclasse l'intégralité de la route dans les départements de l'Ain, de la Haute-Savoie et de la Savoie ; la RN 491 devient la RD 991.

## Tracé
Cette route départementale est très régulièrement soumise à des embouteillages dus aux déplacements pendulaires près des grandes villes d'Aix-les-Bains et Chambéry.
Elle longe pendant une dizaine de kilomètres le lac du Bourget.

### Parcours
- Mijoux

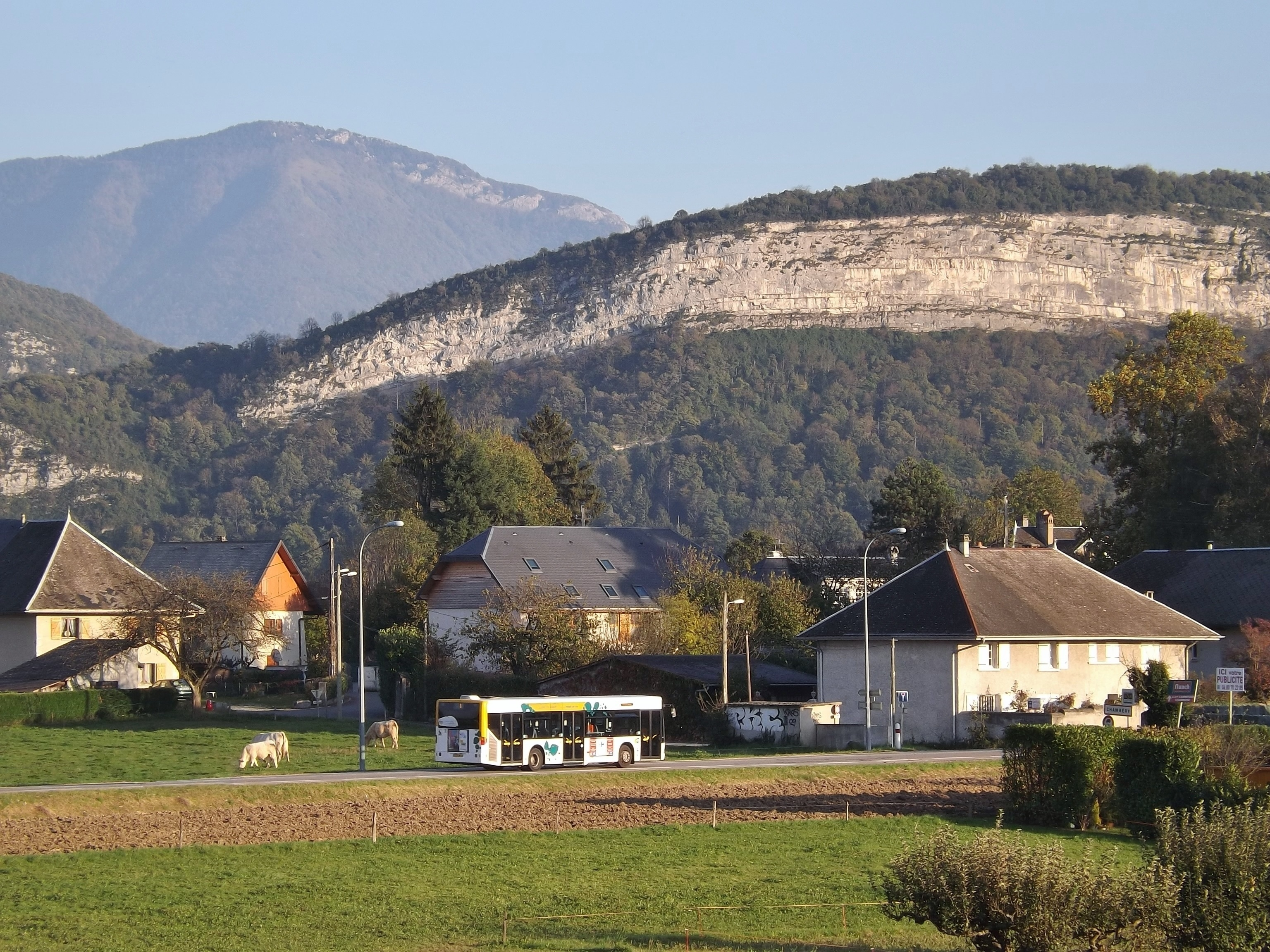
Bus du STAC sur la RD 991 à Chambéry.

- Les Sept Fontaines, commune de Mijoux
- Lélex
- La Rivière, commune de Chézery-Forens
- Chézery-Forens
- Le Grand Essert, commune de Chézery-Forens
- La Serpentouze, commune de Chézery-Forens
- La Mulaz, commune de Confort
- Confort
- Lancrans, commune déléguée de Valserhône
- La Pierre, commune de Lancrans (commune déléguée de Valserhône)
- Bellegarde-sur-Valserine, commune déléguée de Valserhône

Tronc commun avec la RN 84 (actuelle RD 1084)
- Châtillon-en-Michaille, commune déléguée de Valserhône
- Vouvray-Ochiaz, commune de Châtillon-en-Michaille (commune déléguée de Valserhône)
- Billiat
- Lhôpital, commune déléguée de Surjoux-Lhopital
- Chanay
- Orbagnoux, commune de Corbonod
- Puthier, commune de Corbonod
- Sylans, commune de Corbonod
- Étranginaz, commune de Corbonod
- Gignez, commune de Corbonod
- Corbonod
- Seyssel (Ain) / Seyssel (Haute-Savoie)

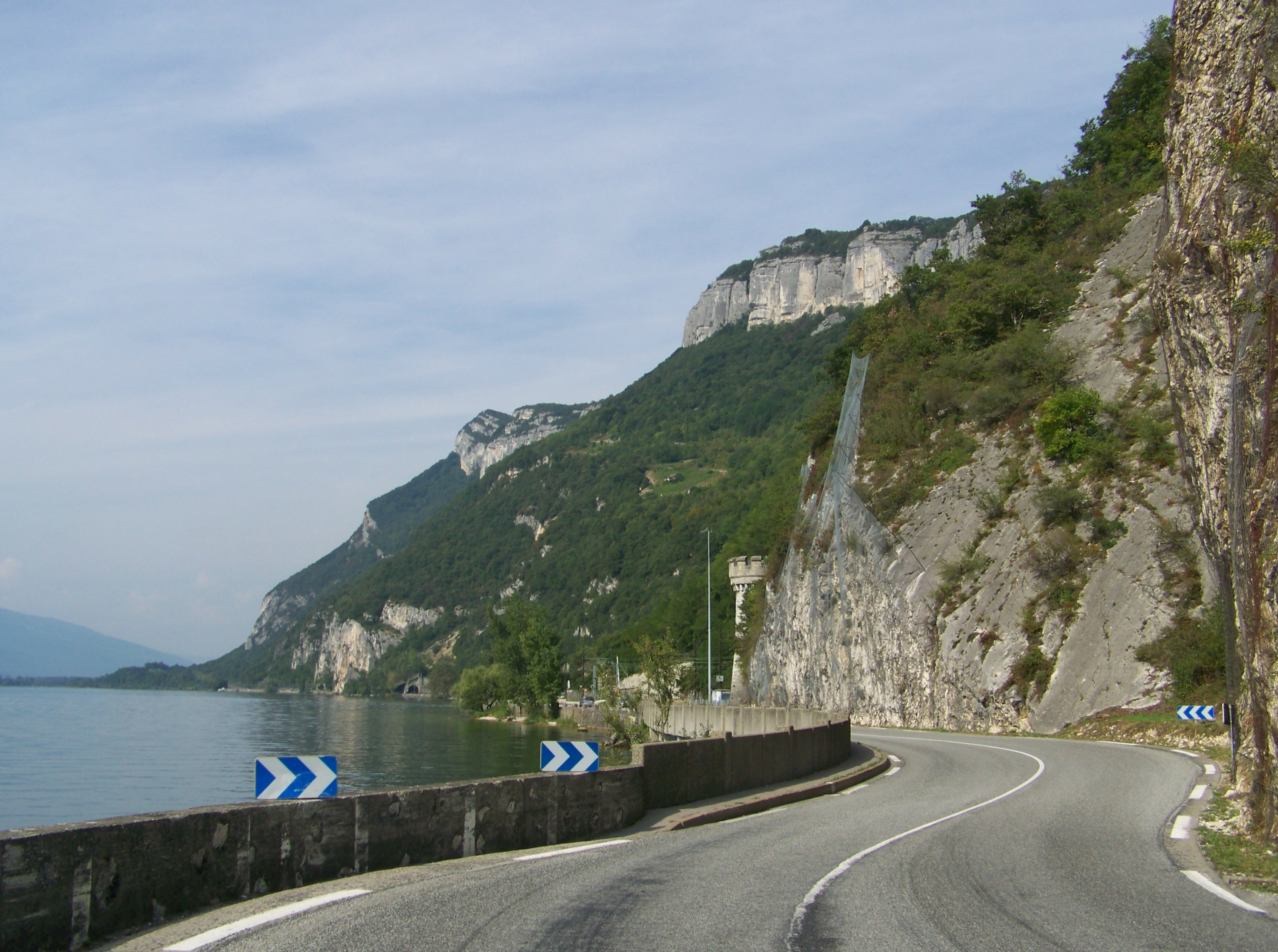
La portion de route dangereuse entre le lac du Bourget et la Chambotte à Brison-Saint-Innocent en Savoie.

- Châteaufort, commune de Motz
- Serrières-en-Chautagne
- Saumont, commune de Ruffieux
- Ruffieux
- Chindrieux
- Viuz, commune de Chindrieux
- Praz, commune de Chindrieux
- Brison-Saint-Innocent
- Aix-les-Bains
- Sonnaz
- Chambéry

## Sécurité
La portion de route partagée entre virages serrés et lignes droites longeant le lac du Bourget au niveau de Brison-Saint-Innocent est réputée pour être dangereuse. En 2014, 5 victimes ont péri dans des accidents,, toutes sur cette même portion ou plus dernièrement, en juillet 2015, où un accident a provoqué deux blessés dont un grave.